# Сен-Дені (округ, Сена-Сен-Дені)
Округ Сен-Дені (фр. Arrondissement de Saint-Denis (La Réunion)) — округ у Франції, в департаменті Сена-Сен-Дені. 2023 року округ об'єднував 9 муніципалітетів, населення становило 447 927 осіб.
Адміністративний центр (супрефектура) — Сен-Дені.

## Муніципалітети
Список муніципалітетів округу та їхні коди INSEE:
1. Вільтанез (93079)
2. Епіне-сюр-Сен (93031)
3. Ла-Курнев (93027)
4. Л'Іль-Сен-Дені (93039)
5. Обервільє (93001)
6. П'єррфітт-сюр-Сен (93059)
7. Сен-Дені (93066)
8. Сент-Уан-сюр-Сен (93070)
9. Стен (93072)